# 狐鼬

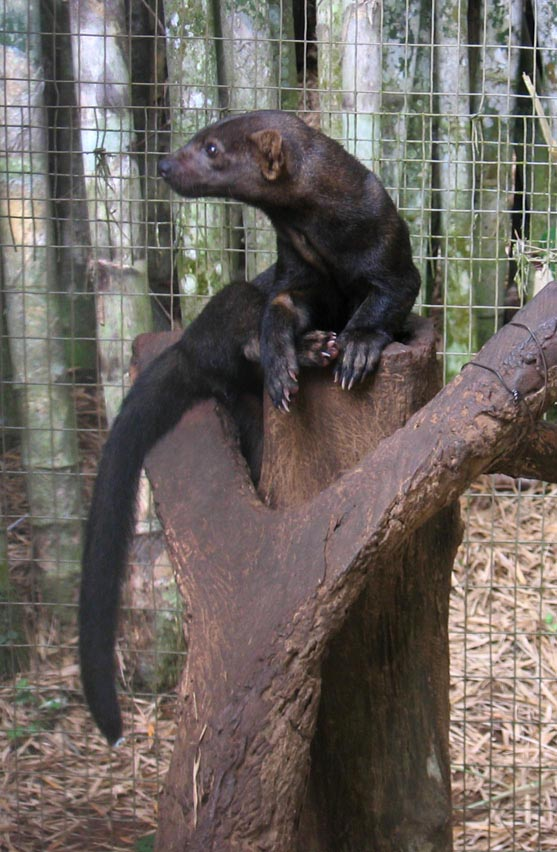

狐鼬（學名：Eira barbara），一種產于中美洲的鼬科動物，是狐鼬屬下唯一一種，有9個亞種。中等體型，體長大約60釐米，有一條45釐米長的尾巴，體毛為深褐色或黑色，胸部有一塊淺色塊，體重為5公斤左右。
狐鼬生活在中美和南美的熱帶森林中，有時在樹洞裏，有時則在地面上挖穴，是爬樹高手，奔跑速度很快，游泳技術也很高超。主要以水果、腐肉及其他小型哺乳動物、鳥類、嚙齒類為食。
母狐鼬每胎生2-4隻幼仔，其毛色為黑色。